# Leo von Zychlinski
Leopold von Zychlinski (* 8. Juni 1822 in Dresden; † 20. November 1897 in Manchester) war ein deutscher Porträtmaler und Revolutionär. Er engagierte sich besonders im Dresdner Maiaufstand und in der Badischen Revolution.

## Leben
Als Sohn des Majors im Leibinfanterie-Regiment Leopold Ferdinand von Zychlinski (1790–1837) und dessen Ehefrau Amalie Caroline, geb. von Zeschau, stammte er aus großpolnischem Adel mit alter Militärtradition. Sein Bruder Richard von Zychlinski war Adjutant der Kommunalgarde. Er erarbeitete mit Richard Wagner ein Programm zur Volksbewaffnung und war ab 1852 der letzte Privatsekretär Heinrich Heines.
Zychlinski besuchte in Meißen die Fürstenschule St. Afra. Nach dem Abitur studierte er an der Universität Leipzig Rechtswissenschaft. Dort schloss er sich der Landsmannschaft Afrania an. 1846 wurde er im Corps Misnia Leipzig recipiert. Am Dresdner Maiaufstand 1849 war er als Adjutant des Oberbefehlshabers Alexander Clarus Heinze sowie Michail Alexandrowitsch Bakunin  tatkräftig beteiligt. Nach der Niederschlagung des Dresdner Aufstandes engagierte er sich mit seinem Bruder für bürgerlich-demokratische Ziele. Am 19. Juni 1849 wurde Zychlinski in das revolutionäre Freikorps von August Willich als Schütze der Studentenkompanie aufgenommen. Hier schloss er eine Bekanntschaft mit Willichs Adjutant Friedrich Engels. Beim Gefecht an der Murg am 29./30. Juni 1849 ist er verwundet worden. Daraufhin floh er zunächst nach Zürich, wo er Kontakt zu Richard Wagner pflegte. Dann siedelte er zu seinem Bruder nach Paris über. Sowohl im Schweizer, als auch im Pariser Exil verdiente er seinen Lebensunterhalt als Maler. Ab etwa 1850 hielt sich Zychlinski dauerhaft in Paris auf. Dort war er Schüler in den Ateliers von Julius Ernst Benedikt Kietz, Jean Hippolyte Flandrin und Thomas Couture. Zychlinski nahm bis 1864 mehrmals am Pariser Salon teil sowie 1863 am Salon des Refusés. 1870 zog er nach Manchester, wo er als Porträtmaler und Sprachlehrer arbeitete.

## Werke
- Portrait de M. L. de Z…, Verbleib unbekannt (Salon 1859, Nr. 3045)
- Portrait de M. B…, Verbleib unbekannt (Salon 1861, Nr. 3146)
- Portrait de Bossuet (Kopie nach Hyacinthe Rigaud), um 1861, Verbleib unbekannt
- Portrait de M. B., homme de lettres, Verbleib unbekannt (Salon 1863, Nr. Ref-604)
- Portrait de Mlle M. W…, Verbleib unbekannt (Salon 1864, Nr. 1995)